# Distrito de Uttarkashi
Uttarkashi (en hindi: उत्तरकाशी जिला) es un distrito de la India en el estado de Uttarakhand. Código ISO: IN.UL.UT.
Comprende una superficie de 7951 km².
El centro administrativo es la ciudad de Uttarkashi.

## Demografía
Según censo 2011 contaba con una población total de 329686 habitantes, de los cuales 161 351 eran mujeres y 168 335 varones.